# Michel Speyer
Michel Speyer (geboren um 1740 in Frankfurt am Main; gestorben am 27. Mai 1822 in Dessau, Herzogtum Anhalt-Dessau) war ein deutscher Rabbiner.
Michel Speyer war der Sohn von Mendel Speyer. Von 1779 bis 1793 war er Rabbiner von Gelnhausen. Ungefähr 1796 wurde er oberhessischer Landesrabbiner in Friedberg, im Juli 1799 anhaltinischer Landesrabbiner in Dessau. In Dessau geriet er 1813 in Konflikt mit den Reformeranhängern David Fränkel und Gotthold Salomon der Herzoglichen Franzschule. Um 1814 wurde er Dajan in Hamburg. Im Jahre 1819 war er einer der Wortführer der Orthodoxen im dortigen Tempelstreit, gegen seinen Schwager Lazarus Riesser, dem Vater von Gabriel Riesser.
Speyer war mit Schönchen Oppenheim (gestorben 1784) verheiratet. In zweiter Ehe war er mit Rachel Cohen (gestorben 1798), Tochter des Altonaer Oberrabbiners Rafael Cohen und Witwe des Fürther Oberrabbiners Josef Hirsch Janow, verheiratet.

## Veröffentlichungen
- Talmudauslegungen in den Responsen von Rafael Cohen: Wešāv ha-Kohen. Altona 1792.
- Approbation, Hamburg 1814 in: Leopold Löwenstein: Mafteah ha-haskāmōth. Index Approbationum. Frankfurt am Main 1923; Nachdruck Hildesheim und New York 2003, S. 191.